# 種分化
種分化（しゅぶんか：Speciation）とは、新しい生物学的種が誕生する進化プロセスの一つである。種形成とも言う。種分化には四つのモデルがある。
1. 異所的種分化
2. 周辺種分化
3. 側所的種分化
4. 同所的種分化

これは種分化しつつある集団がどの程度母集団から地理的に隔離されているかで分類される。新種はまた畜産や実験を通しても形成される可能性がある。各々の種類の種分化は実際に観察された例がある。

## 自然における種分化

左から順に異所的、周辺、側所的、同所的種分化

生物多様性の要因として、各々のメカニズムの相対的な重要性には議論があるが、以下の種分化はすべて進化の過程を通して起きた。
種分化が地質学的時間の中でどれくらいの期間をかけて起きるかについて議論がある。一部の進化生物学者は種分化が一定の速度で進むと仮定した。ナイルズ・エルドリッジとスティーヴン・ジェイ・グールドのような一部の古生物学者は種分化が短期間で急速に起こり、長い期間は不変であると主張した。この主張は断続平衡説として知られている。ただし種分化と形態の進化的変化は同一ではない。
ダーウィンは地理的種分化の重要性を示唆したが、種分化のメカニズムについてそれ以上深く追求しなかった。そのために長い間新種がどのように形成されるか議論があった。種分化メカニズムの解明への一歩を踏み出したのはエルンスト・マイヤーであった。

### 異所的種分化
異所的種分化は地理的に隔離された二つの集団に見られる。地理的な隔離は例えば山岳の形成のような地理的変化や、離島への移住などで起きる。孤立した集団は異なる選択圧を受けたり、異なる遺伝的浮動を経験することで、遺伝子型または表現型、あるいはその両方に違いが生じる。二つの集団が再び接触しても、すでに遺伝子を交換できないほど両者が異なっていれば（生殖的隔離）、それらは二つの種に分かれた（種分化した）と言うことができる。
観察例
島嶼に住む生物では珍しい特徴を生じる傾向がある。コモド島やガラパゴス諸島のような有名な地域でそれは島嶼化や急速な進化として観察されている。後者での代表例はチャールズ・ダーウィンによって観察された後、現代的な進化理論の例としてよく取り上げられるようになったダーウィンフィンチ類である。

### 周辺種分化
周辺種分化では、新種は元の集団から隔離され遺伝子の交換が制限された小集団で誕生する。これは創始者効果の概念と関連がある。また遺伝的浮動は周辺種分化に大きな役割を果たすとしてしばしば強調される。
観察例
- マイヤーの鳥類動物相
- オーストラリアのサンショクヒタキ
- 実験室のショウジョウバエ

ロンドン地下鉄の蚊は19世紀にロンドンの地下鉄に入り込んだアカイエカの変種である。遺伝的分布、行動の違いによる配偶の困難がこのケースの種分化の証拠である。 

### 側所的種分化
側所的種分化では、二つの集団の生息地は基本的には離れているが、部分的に重複する。双方の集団の個体はしばしば地理的障壁を行き来する。しかし交雑個体の適応度の低下は二種の融合を妨げる選択圧をもたらす場合がある。生態学者はニッチに関して周辺種分化と側所的種分化に言及する。新たな種が成功するにはニッチを利用できなければならない。
観察例
- 輪状種
  - 北極圏を囲むように分布するカモメ属
  - カリフォルニアセントラルヴァレーの周辺に分布するエシュショルツサラマンダー（エシュショルツサンショウウオ）
  - ヒマラヤ山脈周辺のヤナギムシクイ

### 同所的種分化
同所的種分化とは全く地理的に隔離されていない集団から新種が誕生することである。同所的種分化の例としてよく言及されるのは、同じ場所で異なる植物に依存している昆虫である。昆虫は幼虫の頃食べていた植物に産卵するために、親が間違えて異なる植物に産卵した場合、その子孫は新たな植物だけに産卵するようになるかも知れない。しかし同所的種分化に関してはまだ議論がある。反対者はそれがスケールの小さな異所的種分化かニッチ選択の結果のヘテロパトリックな種分化であると主張した。同所的種分化としてもっとも認められている例は東アフリカのナブガボ湖のシクリッドである。
同所的種分化に分類される特殊な種分化として、倍数体がある。ゲノムが倍数化し、にもかかわらず繁殖能力を失わなかった場合、他の個体からは生殖隔離され、新たな種が誕生する。同質倍数体、異質倍数体のいずれでも種分化は起こりうる。倍数体による種分化は植物ではありふれているが、動物では非常にまれで、そのほとんどは単為生殖をする種である。これは動物が自家受粉を起こさないため、倍数体が1個体で繁殖するのが困難だからと推測されている。

## ウォレス効果
ウォレス効果、あるいは強化とは自然選択が生殖的隔離を促すプロセスであり、一つの種が分断された後、再び接触した時に起きる可能性がある。二つの集団の生殖的隔離が終了していれば、二つの異なる種になったと言うことができる。生殖的隔離が不完全であれば集団間で雑種が生じる。その際、雑種は高い適応度を持つかも知れないし、持たないかも知れない。
雑種に生殖能力がないか（例えば馬とロバのように）、彼らの親よりも適応度が低ければ生殖的隔離と種分化が進む。通常、親の特徴は自然選択によって形成されており、異なる集団・環境で特徴を発達させてきた親両方の特徴を半分ずつ受け継ぐことは適応度の低下をもたらす。従ってこの効果はある程度の近縁者との配偶を支持し、特定の地域に住む集団が一つの種としてまとまる原因となる。この名称は19世紀後半にこのメカニズムを指摘した進化学者アルフレッド・ラッセル・ウォレスにちなむ。